# Liste de fromages américains
Liste de fromages produits aux États-Unis d'Amérique :

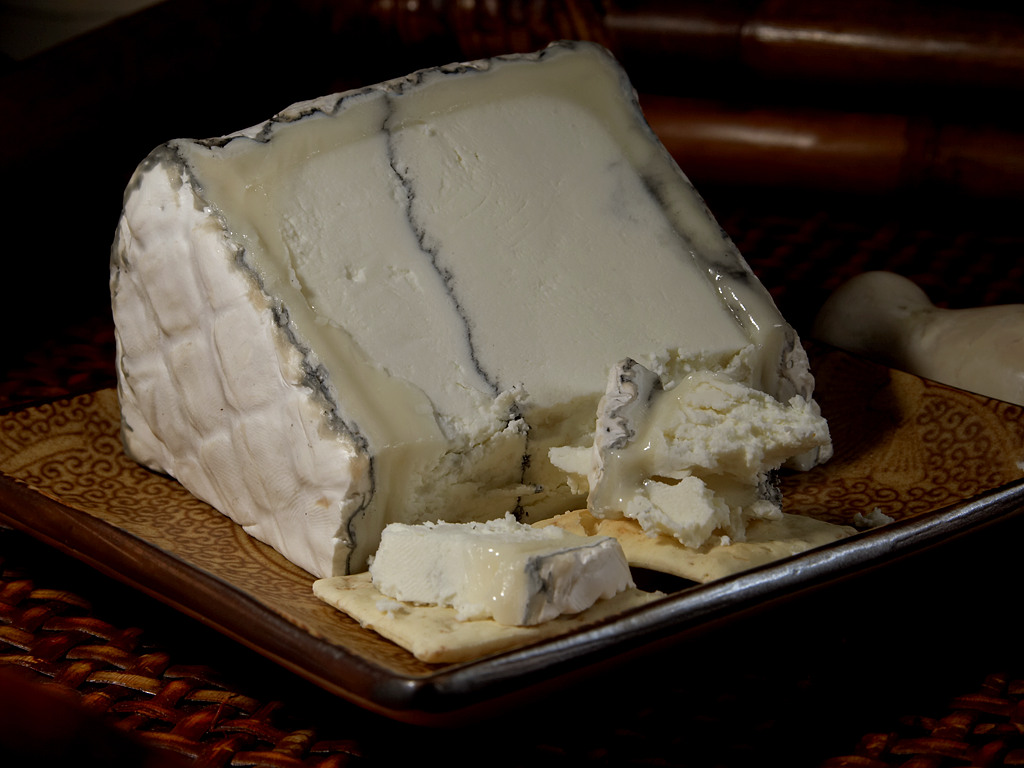
Humboldt Fog.

- Bergenost (inspiré de fromages produits en Norvège)
- Blue Marble Jack
- Brick cheese
- Capricious (marque commerciale de fromage de chèvre)
- Cheddar (inspiré de fromages produits au Royaume-Uni)
- Colby
- Cougar Gold
- Cup cheese
- D'Isigny
- Fromage américain (american cheese)
- Fromage à la crème (cream cheese)  et le fromage créole (creole cream cheese)
- Fromage au porto (port wine cheese)
- Fromage suisse (en anglais « swiss cheese », un fromage de type emmental d’origine américaine)
- Government cheese (littéralement « fromage du gouvernement », fromage industriel produit des années 1940 à 1990, notamment pour alimenter une partie des écoles, des forces armées, et de la population éligible à l'aide alimentaire, et servant en partie à subventionner indirectement le secteur laitier en maintenant les prix du lait à un niveau élevé)
- Hoop cheese
- Humboldt Fog
- Liederkranz
- Maytag Blue
- Monterey jack (dont le Pepper jack cheese, variante qui contient du piment et des herbes aromatiques)
- Muenster
- Provel (inspiré du cheddar, de fromages suisses et du provolone italien)
- Red Hawk
- Teleme
- Velveeta (marque commerciale)